# Escudo

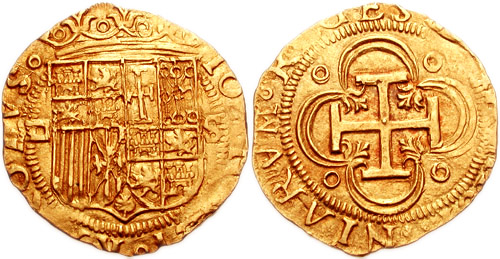
Złote escudo hiszpańskie z XVI wieku

Escudo (port. i hiszp. tarcza), eskudo – nazwa dawnej bądź (w zależności od państwa) współczesnej jednostki monetarnej krajów portugalskojęzycznych, a także Chile (lata 1960–75, zastąpiona przez peso), Hiszpanii (złote escudo od 1566 do 1833 i srebrne escudo w latach 1864–69, zastąpione przez pesetę) oraz Zjednoczonych Prowincji Ameryki Środkowej. Eskudo zazwyczaj dzieli się na 100 centavos, a jego symbol to najczęściej cifrão ({\displaystyle \mathrm {S} \!\!\!\Vert }). Przede wszystkim wyróżnia się:
- Escudo angolskie (1914–28 i 1958–77, zastąpione przez kwanzę);
- Escudo gwinejskie (1914–75, zastąpione przez peso);
- Escudo Indii Portugalskich (1958–61, zastąpione przez rupię po wcieleniu posiadłości portugalskich do Indii);
- Escudo mozambickie (1914–80, zastąpione przez metical);
- Escudo portugalskie (1911–2002, kod PTE, zastąpione przez euro);
- Escudo wschodniotimorskie[1] (1959–76, kod TPE, zastąpione przez patakę);
- Escudo Wysp Świętego Tomasza i Książęcej (1914–77, zastąpione przez dobrę);
- Escudo zielonoprzylądkowe (w użyciu od 1914, kod CVE).